# Mongo (Tschad)
Mongo (arabisch مونقو, DMG Mūnqū) ist eine Stadt im Tschad und die Hauptstadt der Provinz Guéra. Sie befindet sich 510 km östlich der Landeshauptstadt N’Djamena. Die Bevölkerung beträgt 40.233 (Zahlen von 2012). Gesprochen wird zum Teil Dangla.
Am 11. April 2006 wurde das Zentrum der Stadt von Rebellen der Vereinigten Front für Wandel eingenommen.